# Geraldo Costa Alves
Geraldo Costa Alves (3 de outubro de 1922 – 31 de janeiro de 1973) foi um professor, bacharel na área de Direito, radialista, premiado escritor de poesias e poemas pós-modernista, e membro da Academia Espírito-Santense de Letras.

## Biografia
Geraldo Costa Alves nasceu em Muriaé, região sudeste de Minas Gerais, Brasil. Nos primeiros anos escolares os seus pais — José Paulino Alves Junior, e Honorina Costa Alves — o matricularam no Ginásio Barão de Macaúbas, em Guaçuí, no estado do Espírito Santo. Posteriormente estudou o secundário no Ginásio Municipal de Alegre, e no Colégio Estadual do Espírito Santo, este último na capital do estado, Vitória.
Graduou-se bacharel em Direito na Faculdade de Direito de Niterói, no Rio de Janeiro, e também formou-se em Letras Neolatinas, na Universidade de Goiás.

## Carreira
Geraldo Costa Alves foi professor de Latim e de Língua Portuguesa em diversas instituições no interior e em Vitória, a capital do Espírito Santo, sendo algumas dessas instituições o Colégio Americano, o Ginásio Maria Ortiz, e a Escola Normal Pedro II.
Após concurso foi Inspetor Federal do Ensino Secundário, e Chefe do Centro de Educação Média na Capital Federativa do país, Brasília.
Contista e jornalista, teve trabalhos premiados em diversos periódicos brasileiros (entre eles o Correio Brasiliense, Vida Capixaba, O Diário, A Tribuna, A Gazeta, entre outros).
E, em Brasília, apresentou o programa Instante de Poesia na Rádio Educadora.
Ao longo da vida Geraldo Costa Alves ainda realizou traduções de textos franceses — em especial de Lamartine —, em castelhano, e de um livro didático do autor alemão Samuel Reinach (1794-1878).

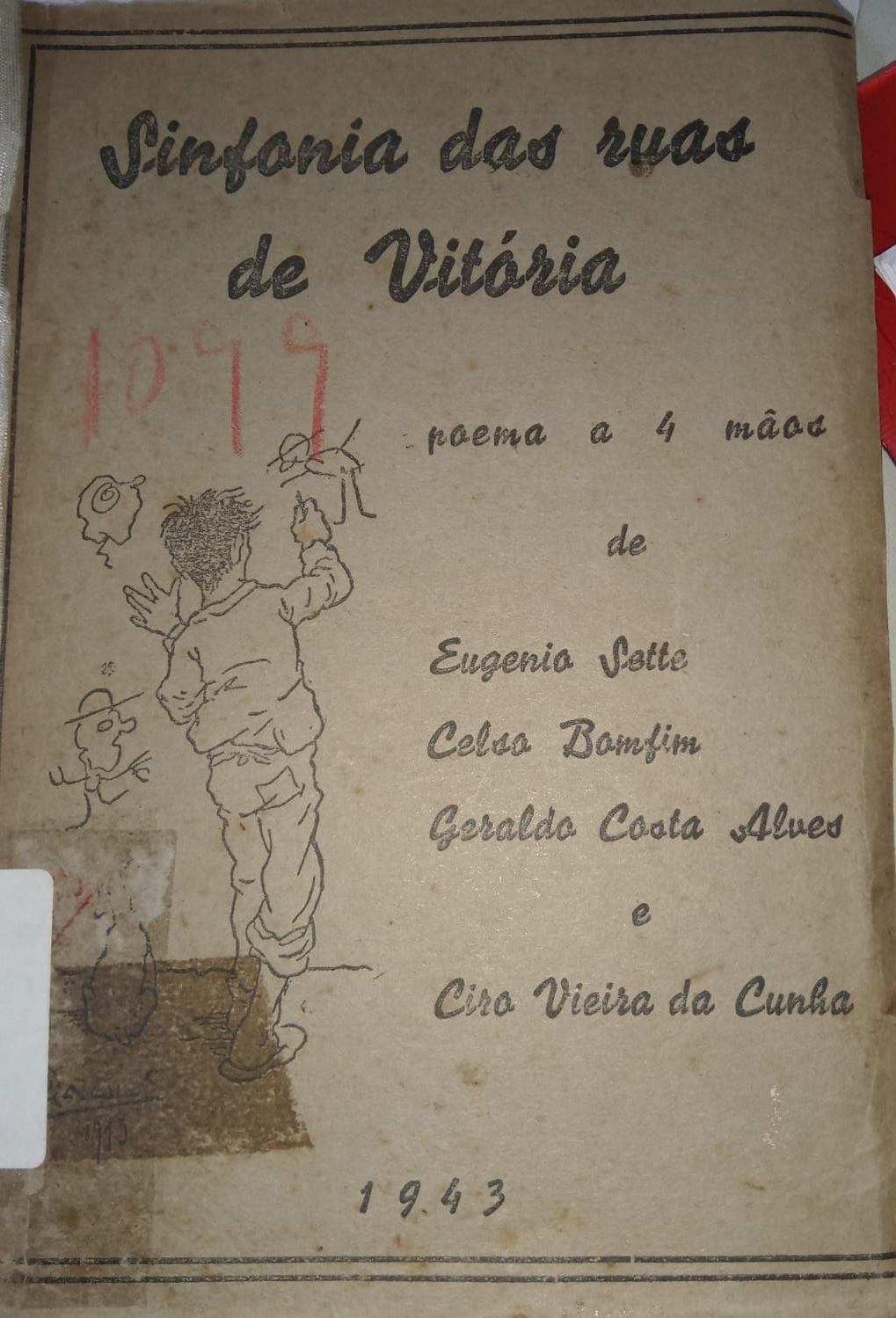
Livro escrito por Geraldo Costa Alves e outros três autores, em 1943.

Participou de algumas obras, como o livro de poemas Sinfonia das Ruas de Vitória (1944) com os autores Ciro Vieira da Cunha, Celso Bonfim, e Eugênio Sette; a antologia Poetas de Brasília (1962); e, postumamente, A Poesia Espírito-Santense no Século XX (1998).

Em 1965 publicou o livro Cem Quadras em apoio a causa social das crianças, com a seguinte mensagem e dedicatória:
"Versos de outros tempos que falam de minha terra e do meu passado. Saem a público, em benefício do Hospital Infantil de Vitória."

"Que êstes versinhos singelos,
sem vida, sem esperanças,
ser tornem um pouco mais belos,
fazendo o bem às crianças..."
Sendo membro da Academia Espírito-Santense de Letras, Geraldo Costa Alves é o terceiro membro a ocupar a cadeira de número 04 da instituição, sendo o seu patrono, portanto, Ulisses Teixeira da Silva Sarmento. — No dia 19 de outubro de 2021 Francisco Grijó foi eleito para ser o quinto membro a ocupar a cadeira sob o mesmo patrono, tornando-o então colega de Geraldo Costa Alves.
Durante sua atuação acadêmica Geraldo Costa Alves foi preso por aderir à greves docentes.

## Morte
Em Brasília, no dia 31/01/1973, sofreu um infarto enquanto fazia parte da assessoria do Ministro Corsetti.

## Obras

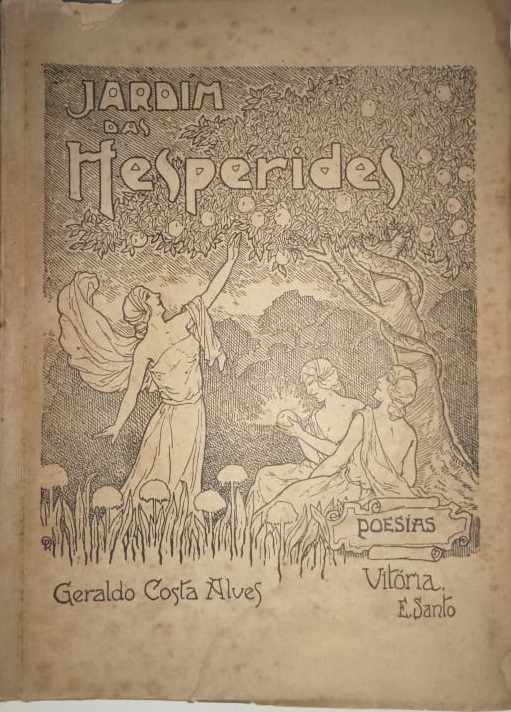
Livro Jardim das Hespérides, de Geraldo Costa Alves, em 1943.

- Livro Jardim das Hespérides, de Geraldo Costa Alves, em 1943.Jardim das Hespérides (poesia, 1943).

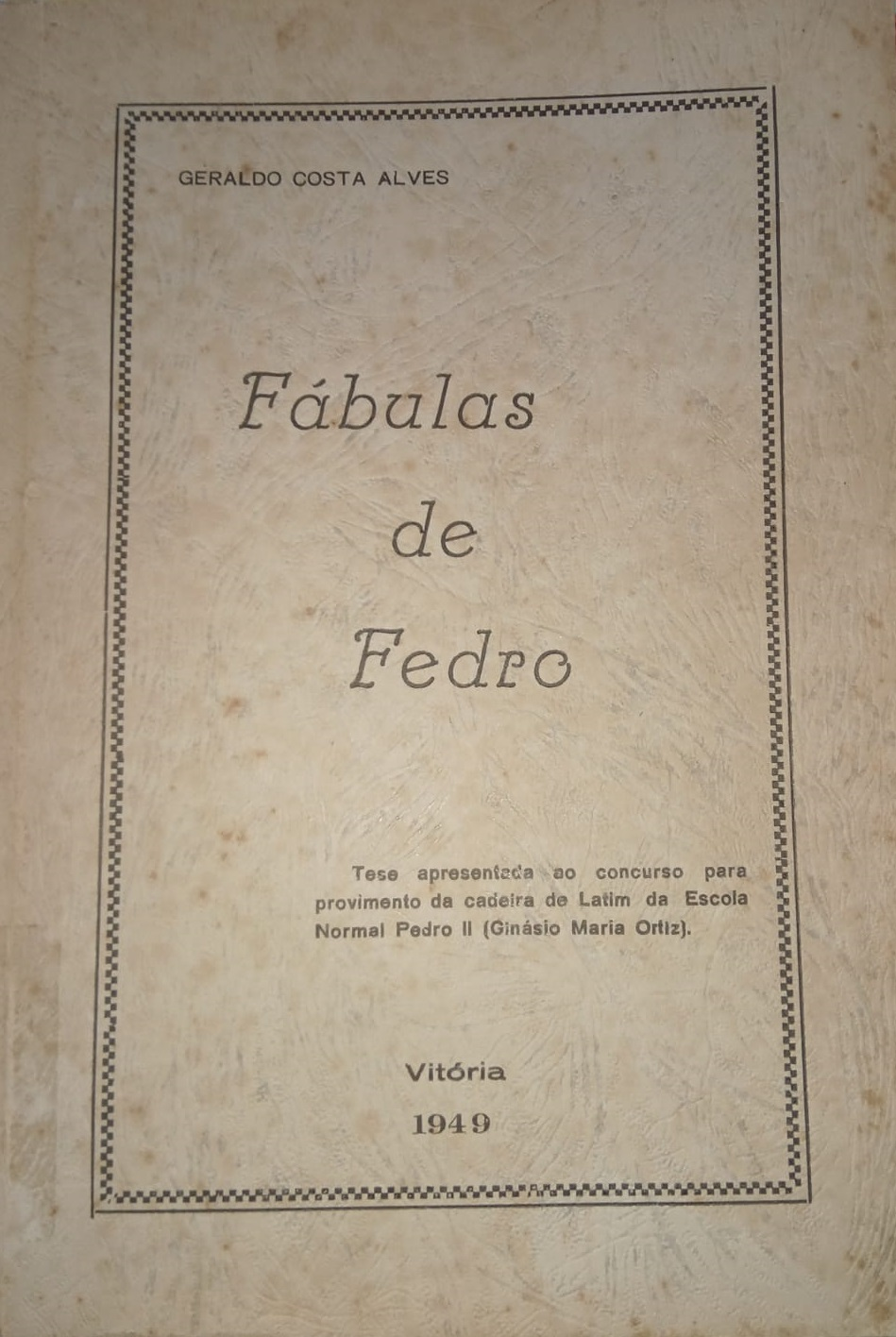
Tese apresentada por Geraldo Costa Alves ao eleger-se à cadeira de professor na Escola Normal Pedro II, em 1949).

- Tese apresentada por Geraldo Costa Alves ao eleger-se à cadeira de professor na Escola Normal Pedro II, em 1949).Fábulas de Fedro (tese apresentada por Geraldo Costa Alves para obter a cadeira de professor na Escola Normal Pedro II, em 1949).
- História da Escola Normal Pedro II (1949).

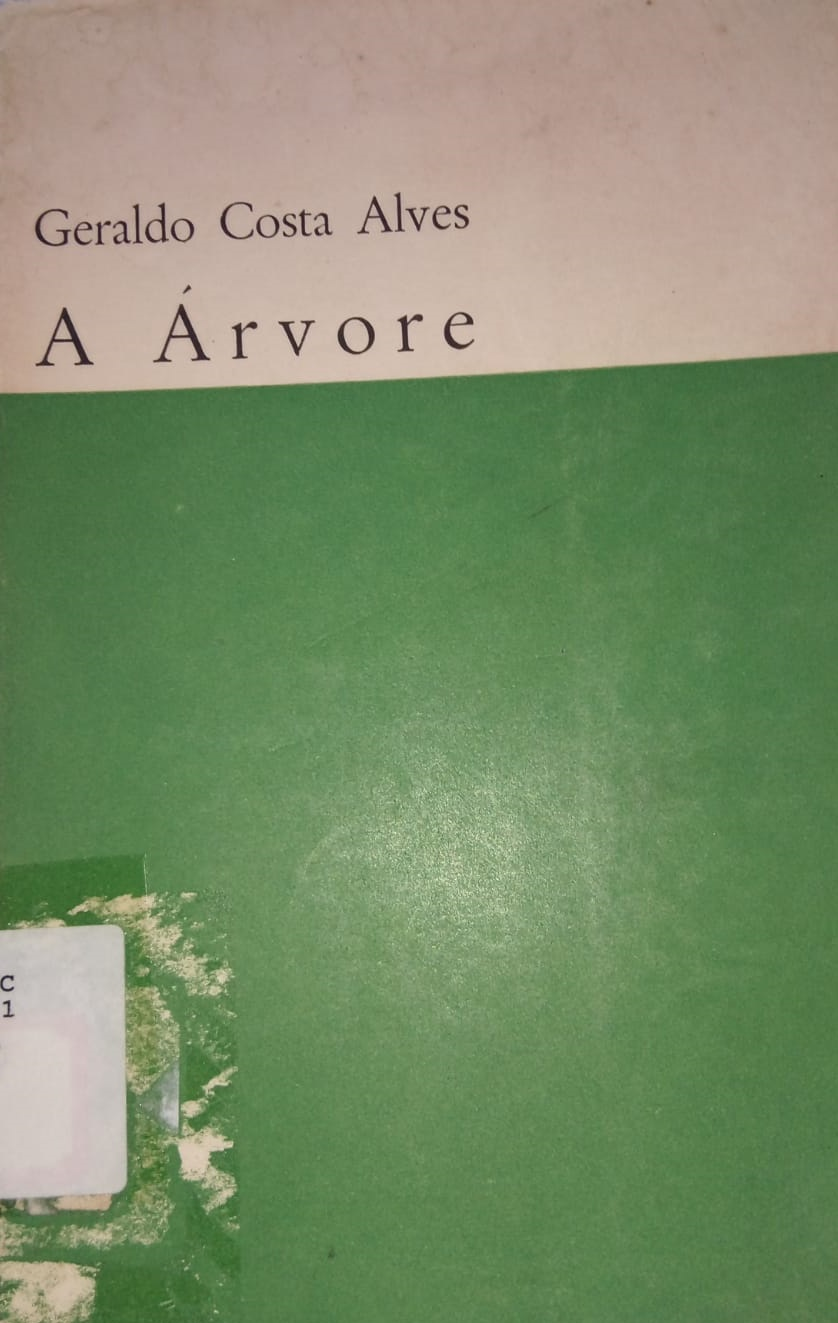
Livro A Árvore, de Autoria de Geraldo Costa Alves, em 1949.

- Livro A Árvore, de Autoria de Geraldo Costa Alves, em 1949.A Árvore (poesia, 1949).
- Cantares (trovas, 1959).
- Cem Quadras (1965).[10]
- Vilão Farto (poemas, 1966).
- Em Louvor dos Poetas (crônicas).

## Prêmios
Conquistou o título de Príncipe dos Poetas Capixabas em uma das edições a Quinzena da Arte Capixaba.

## Curiosidades
- No Espírito Santo existem 09 ruas que levam o seu nome.[12]
- Há um colégio, na Região Metropolitana de Vitória, que possui o seu nome.[13]
- Atualmente existe o Prêmio Geraldo Costa Alves, promovido periodicamente pela UFES (Universidade Federal do Espírito Santo).[14]
- Teve, ainda, o veículo roubado em um período passado de maior criminalidade na cidade.[15]